# Дзьольське сільське поселення
Дзьо́льське сільське поселення (рос. Дзёльское сельское поселение) — муніципальне утворення у складі Усть-Куломського району Республіки Комі, Росія. Адміністративний центр — село Дзьоль.

## Населення
Населення — 161 особа (2017, 207 у 2010, 290 у 2002, 231 у 1989).

## Склад
До складу поселення входять такі населені пункти:
| Населений пункт  | Населення, осіб (1989) | Населення, осіб (2002) | Населення, осіб (2010) |
| ---------------- | ---------------------- | ---------------------- | ---------------------- |
| Габово, присілок | 40                     | 35                     | 23                     |
| Дзьоль, село     | 191                    | 255                    | 184                    |